# Przemysław Skalik
Przemysław Skalik (ur. 22 maja 1971 w Głogowie) – polski szachista, mistrz międzynarodowy od 1999 roku.

## Kariera szachowa
W roku 1990 zdobył w Nisku brązowy medal mistrzostw Polski juniorów do 20 lat. W latach 1991–1994 trzykrotnie wystąpił w finałach mistrzostw Polski mężczyzn, największy sukces osiągając w roku 1993 w Częstochowie, gdzie wraz z Tomaszem Markowskim, Mirosławem Grabarczykiem oraz Robertem Kuczyńskim podzielił I-IV miejsce i stanął przed okazją zdobycia tytułu mistrza kraju. W rozegranej w Warszawie dogrywce zdobył ½ pkt w 6 partiach i ostatecznie został sklasyfikowany na IV miejscu. W 1996 r. zdobył w Augustowie brązowy medal drużynowych mistrzostw Polski, reprezentując klub "Chrobry" Głogów.
W 1988 r. zwyciężył w Głogowie w międzynarodowym turnieju juniorów. W 1990 r. podzielił III m. w kolejnym turnieju juniorów rozegranym w Sas van Gent. W 2001 r. podzielił III m. w otwartym turnieju w Rowach.
Najwyższy ranking w karierze osiągnął 1 lipca 2000 r., z wynikiem 2420 punktów dzielił wówczas 27-28. miejsce (wspólnie z Aleksandrem Sznapikiem) wśród polskich szachistów.